# The Final Reckoning (film 1914)
The Final Reckoning è un cortometraggio muto del 1914 diretto e interpretato da Walter Edwards.

## Produzione
Il film fu prodotto dalla Broncho Film Company.

## Distribuzione
Distribuito dalla Mutual Film, il film - un cortometraggio in due bobine - uscì nelle sale cinematografiche degli Stati Uniti l'8 luglio 1914.